# Liste des communes des Alpes-Maritimes
Pour les autres listes de communes françaises, voir Listes des communes de France.
| - Les Alpes-Maritimes en France métropolitaine. - Carte des communes des Alpes-Maritimes. |

Cette page liste les 163 communes du département français des Alpes-Maritimes au 1er janvier 2025.

## Liste des communes
Le tableau suivant donne la liste des communes au 1er janvier 2025, en précisant leur code Insee, leur code postal principal, leur arrondissement, leur canton, leur intercommunalité, leur superficie, leur population et leur densité, d'après les chiffres de l'Insee issus du recensement 2022,.
| Nom                      | Code Insee | Code postal             | Arrondissement | Canton                                                         | Intercommunalité           | Superficie (km2) | Population (dernière pop. légale) | Densité (hab./km2) | Modifier                                    |
| ------------------------ | ---------- | ----------------------- | -------------- | -------------------------------------------------------------- | -------------------------- | ---------------- | --------------------------------- | ------------------ | ------------------------------------------- |
| Nice (préfecture)        | 06088      | 06000 06100 06200 06300 | Nice           | Nice-1 Nice-2 Nice-3 Nice-4 Nice-5 Nice-6 Nice-7 Nice-8 Nice-9 | Métropole Nice Côte d'Azur | 71,92            | 353 701 (2022)                    | 4 918              | modifier les données · modifier les données |
| Aiglun                   | 06001      | 06910                   | Grasse         | Vence                                                          | CC Alpes d'Azur            | 15,37            | 99 (2022)                         | 6,4                | modifier les données · modifier les données |
| Amirat                   | 06002      | 06910                   | Grasse         | Grasse-1                                                       | CA du Pays de Grasse       | 12,95            | 49 (2022)                         | 3,8                | modifier les données · modifier les données |
| Andon                    | 06003      | 06750                   | Grasse         | Grasse-1                                                       | CA du Pays de Grasse       | 54,30            | 652 (2022)                        | 12                 | modifier les données · modifier les données |
| Antibes                  | 06004      | 06160 06600             | Grasse         | Antibes-1 Antibes-2 Antibes-3 Valbonne                         | CA Sophia Antipolis        | 26,48            | 76 612 (2022)                     | 2 893              | modifier les données · modifier les données |
| Ascros                   | 06005      | 06260                   | Nice           | Vence                                                          | CC Alpes d'Azur            | 17,74            | 180 (2022)                        | 10                 | modifier les données · modifier les données |
| Aspremont                | 06006      | 06790                   | Nice           | Tourrette-Levens                                               | Métropole Nice Côte d'Azur | 9,44             | 2 321 (2022)                      | 246                | modifier les données · modifier les données |
| Auribeau-sur-Siagne      | 06007      | 06810                   | Grasse         | Mandelieu-la-Napoule                                           | CA du Pays de Grasse       | 5,48             | 3 346 (2022)                      | 611                | modifier les données · modifier les données |
| Auvare                   | 06008      | 06260                   | Nice           | Vence                                                          | CC Alpes d'Azur            | 18,27            | 50 (2022)                         | 2,7                | modifier les données · modifier les données |
| Bairols                  | 06009      | 06420                   | Nice           | Vence                                                          | Métropole Nice Côte d'Azur | 15,24            | 133 (2022)                        | 8,7                | modifier les données · modifier les données |
| Le Bar-sur-Loup          | 06010      | 06620                   | Grasse         | Valbonne                                                       | CA Sophia Antipolis        | 14,47            | 2 960 (2022)                      | 205                | modifier les données · modifier les données |
| Beaulieu-sur-Mer         | 06011      | 06310                   | Nice           | Beausoleil                                                     | Métropole Nice Côte d'Azur | 0,95             | 3 835 (2022)                      | 4 037              | modifier les données · modifier les données |
| Beausoleil               | 06012      | 06240                   | Nice           | Beausoleil                                                     | CA de la Riviera française | 2,79             | 12 430 (2022)                     | 4 455              | modifier les données · modifier les données |
| Belvédère                | 06013      | 06450                   | Nice           | Tourrette-Levens                                               | Métropole Nice Côte d'Azur | 75,41            | 595 (2022)                        | 7,9                | modifier les données · modifier les données |
| Bendejun                 | 06014      | 06390                   | Nice           | Contes                                                         | CC du Pays des Paillons    | 6,35             | 961 (2022)                        | 151                | modifier les données · modifier les données |
| Berre-les-Alpes          | 06015      | 06390                   | Nice           | Contes                                                         | CC du Pays des Paillons    | 9,58             | 1 234 (2022)                      | 129                | modifier les données · modifier les données |
| Beuil                    | 06016      | 06470                   | Nice           | Vence                                                          | CC Alpes d'Azur            | 75,65            | 553 (2022)                        | 7,3                | modifier les données · modifier les données |
| Bézaudun-les-Alpes       | 06017      | 06510                   | Grasse         | Vence                                                          | CA Sophia Antipolis        | 21,44            | 260 (2022)                        | 12                 | modifier les données · modifier les données |
| Biot                     | 06018      | 06410                   | Grasse         | Antibes-3                                                      | CA Sophia Antipolis        | 15,54            | 10 196 (2022)                     | 656                | modifier les données · modifier les données |
| Blausasc                 | 06019      | 06440                   | Nice           | Contes                                                         | CC du Pays des Paillons    | 10,21            | 1 664 (2022)                      | 163                | modifier les données · modifier les données |
| La Bollène-Vésubie       | 06020      | 06450                   | Nice           | Tourrette-Levens                                               | Métropole Nice Côte d'Azur | 35,57            | 659 (2022)                        | 19                 | modifier les données · modifier les données |
| Bonson                   | 06021      | 06830                   | Nice           | Vence                                                          | Métropole Nice Côte d'Azur | 6,72             | 728 (2022)                        | 108                | modifier les données · modifier les données |
| Bouyon                   | 06022      | 06510                   | Grasse         | Vence                                                          | CA Sophia Antipolis        | 12,29            | 550 (2022)                        | 45                 | modifier les données · modifier les données |
| Breil-sur-Roya           | 06023      | 06540                   | Nice           | Contes                                                         | CA de la Riviera française | 81,31            | 2 292 (2022)                      | 28                 | modifier les données · modifier les données |
| Briançonnet              | 06024      | 06850                   | Grasse         | Grasse-1                                                       | CA du Pays de Grasse       | 24,32            | 168 (2022)                        | 6,9                | modifier les données · modifier les données |
| La Brigue                | 06162      | 06430                   | Nice           | Contes                                                         | CA de la Riviera française | 91,77            | 741 (2022)                        | 8,1                | modifier les données · modifier les données |
| Le Broc                  | 06025      | 06510                   | Grasse         | Nice-3                                                         | Métropole Nice Côte d'Azur | 18,65            | 1 432 (2022)                      | 77                 | modifier les données · modifier les données |
| Cabris                   | 06026      | 06530                   | Grasse         | Grasse-1                                                       | CA du Pays de Grasse       | 5,43             | 1 421 (2022)                      | 262                | modifier les données · modifier les données |
| Cagnes-sur-Mer           | 06027      | 06800                   | Grasse         | Cagnes-sur-Mer-1 Cagnes-sur-Mer-2                              | Métropole Nice Côte d'Azur | 17,95            | 52 852 (2022)                     | 2 944              | modifier les données · modifier les données |
| Caille                   | 06028      | 06750                   | Grasse         | Grasse-1                                                       | CA du Pays de Grasse       | 16,96            | 423 (2022)                        | 25                 | modifier les données · modifier les données |
| Cannes                   | 06029      | 06150 06400             | Grasse         | Cannes-1 Cannes-2                                              | CA Cannes Pays de Lérins   | 19,62            | 74 040 (2022)                     | 3 774              | modifier les données · modifier les données |
| Le Cannet                | 06030      | 06110                   | Grasse         | Cannes-1 Le Cannet                                             | CA Cannes Pays de Lérins   | 7,71             | 40 198 (2022)                     | 5 214              | modifier les données · modifier les données |
| Cantaron                 | 06031      | 06340                   | Nice           | Contes                                                         | CC du Pays des Paillons    | 7,38             | 1 276 (2022)                      | 173                | modifier les données · modifier les données |
| Cap-d'Ail                | 06032      | 06320                   | Nice           | Beausoleil                                                     | Métropole Nice Côte d'Azur | 2,04             | 4 491 (2022)                      | 2 201              | modifier les données · modifier les données |
| Carros                   | 06033      | 06510                   | Grasse         | Nice-3                                                         | Métropole Nice Côte d'Azur | 15,11            | 13 729 (2022)                     | 909                | modifier les données · modifier les données |
| Castagniers              | 06034      | 06670                   | Nice           | Tourrette-Levens                                               | Métropole Nice Côte d'Azur | 7,52             | 1 674 (2022)                      | 223                | modifier les données · modifier les données |
| Castellar                | 06035      | 06500                   | Nice           | Menton                                                         | CA de la Riviera française | 12,24            | 1 042 (2022)                      | 85                 | modifier les données · modifier les données |
| Castillon                | 06036      | 06500                   | Nice           | Menton                                                         | CA de la Riviera française | 7,51             | 422 (2022)                        | 56                 | modifier les données · modifier les données |
| Caussols                 | 06037      | 06460                   | Grasse         | Valbonne                                                       | CA Sophia Antipolis        | 27,39            | 322 (2022)                        | 12                 | modifier les données · modifier les données |
| Châteauneuf-d'Entraunes  | 06040      | 06470                   | Nice           | Vence                                                          | CC Alpes d'Azur            | 29,91            | 63 (2022)                         | 2,1                | modifier les données · modifier les données |
| Châteauneuf-Grasse       | 06038      | 06740                   | Grasse         | Valbonne                                                       | CA Sophia Antipolis        | 8,95             | 3 765 (2022)                      | 421                | modifier les données · modifier les données |
| Châteauneuf-Villevieille | 06039      | 06390                   | Nice           | Contes                                                         | Métropole Nice Côte d'Azur | 8,38             | 985 (2022)                        | 118                | modifier les données · modifier les données |
| Cipières                 | 06041      | 06620                   | Grasse         | Valbonne                                                       | CA Sophia Antipolis        | 38,15            | 398 (2022)                        | 10                 | modifier les données · modifier les données |
| Clans                    | 06042      | 06420                   | Nice           | Tourrette-Levens                                               | Métropole Nice Côte d'Azur | 37,79            | 688 (2022)                        | 18                 | modifier les données · modifier les données |
| Coaraze                  | 06043      | 06390                   | Nice           | Contes                                                         | CC du Pays des Paillons    | 17,14            | 822 (2022)                        | 48                 | modifier les données · modifier les données |
| La Colle-sur-Loup        | 06044      | 06480                   | Grasse         | Villeneuve-Loubet                                              | CA Sophia Antipolis        | 9,82             | 8 143 (2022)                      | 829                | modifier les données · modifier les données |
| Collongues               | 06045      | 06910                   | Grasse         | Grasse-1                                                       | CA du Pays de Grasse       | 10,78            | 80 (2022)                         | 7,4                | modifier les données · modifier les données |
| Colomars                 | 06046      | 06670                   | Nice           | Tourrette-Levens                                               | Métropole Nice Côte d'Azur | 6,72             | 3 507 (2022)                      | 522                | modifier les données · modifier les données |
| Conségudes               | 06047      | 06510                   | Grasse         | Vence                                                          | CA Sophia Antipolis        | 12,47            | 99 (2022)                         | 7,9                | modifier les données · modifier les données |
| Contes                   | 06048      | 06390                   | Nice           | Contes                                                         | CC du Pays des Paillons    | 19,47            | 7 722 (2022)                      | 397                | modifier les données · modifier les données |
| Courmes                  | 06049      | 06620                   | Grasse         | Valbonne                                                       | CA Sophia Antipolis        | 15,71            | 108 (2022)                        | 6,9                | modifier les données · modifier les données |
| Coursegoules             | 06050      | 06140                   | Grasse         | Vence                                                          | CA Sophia Antipolis        | 40,98            | 545 (2022)                        | 13                 | modifier les données · modifier les données |
| La Croix-sur-Roudoule    | 06051      | 06260                   | Nice           | Vence                                                          | CC Alpes d'Azur            | 30,06            | 98 (2022)                         | 3,3                | modifier les données · modifier les données |
| Cuébris                  | 06052      | 06910                   | Nice           | Vence                                                          | CC Alpes d'Azur            | 23,10            | 132 (2022)                        | 5,7                | modifier les données · modifier les données |
| Daluis                   | 06053      | 06470                   | Nice           | Vence                                                          | CC Alpes d'Azur            | 40,03            | 145 (2022)                        | 3,6                | modifier les données · modifier les données |
| Drap                     | 06054      | 06340                   | Nice           | Contes                                                         | Métropole Nice Côte d'Azur | 5,54             | 5 300 (2022)                      | 957                | modifier les données · modifier les données |
| Duranus                  | 06055      | 06670                   | Nice           | Tourrette-Levens                                               | Métropole Nice Côte d'Azur | 16,10            | 159 (2022)                        | 9,9                | modifier les données · modifier les données |
| Entraunes                | 06056      | 06470                   | Nice           | Vence                                                          | CC Alpes d'Azur            | 81,45            | 130 (2022)                        | 1,6                | modifier les données · modifier les données |
| L'Escarène               | 06057      | 06440                   | Nice           | Contes                                                         | CC du Pays des Paillons    | 10,67            | 2 563 (2022)                      | 240                | modifier les données · modifier les données |
| Escragnolles             | 06058      | 06460                   | Grasse         | Grasse-1                                                       | CA du Pays de Grasse       | 25,48            | 621 (2022)                        | 24                 | modifier les données · modifier les données |
| Èze                      | 06059      | 06360                   | Nice           | Beausoleil                                                     | Métropole Nice Côte d'Azur | 9,47             | 2 155 (2022)                      | 228                | modifier les données · modifier les données |
| Falicon                  | 06060      | 06950                   | Nice           | Tourrette-Levens                                               | Métropole Nice Côte d'Azur | 5,17             | 2 170 (2022)                      | 420                | modifier les données · modifier les données |
| Les Ferres               | 06061      | 06510                   | Grasse         | Vence                                                          | CA Sophia Antipolis        | 13,70            | 93 (2022)                         | 6,8                | modifier les données · modifier les données |
| Fontan                   | 06062      | 06540                   | Nice           | Contes                                                         | CA de la Riviera française | 49,61            | 309 (2022)                        | 6,2                | modifier les données · modifier les données |
| Gars                     | 06063      | 06850                   | Grasse         | Grasse-1                                                       | CA du Pays de Grasse       | 15,57            | 70 (2022)                         | 4,5                | modifier les données · modifier les données |
| Gattières                | 06064      | 06510                   | Grasse         | Nice-3                                                         | Métropole Nice Côte d'Azur | 10,03            | 4 345 (2022)                      | 433                | modifier les données · modifier les données |
| La Gaude                 | 06065      | 06610                   | Grasse         | Cagnes-sur-Mer-2                                               | Métropole Nice Côte d'Azur | 13,10            | 7 194 (2022)                      | 549                | modifier les données · modifier les données |
| Gilette                  | 06066      | 06830                   | Nice           | Vence                                                          | Métropole Nice Côte d'Azur | 10,18            | 1 617 (2022)                      | 159                | modifier les données · modifier les données |
| Gorbio                   | 06067      | 06500                   | Nice           | Menton                                                         | CA de la Riviera française | 7,02             | 1 568 (2022)                      | 223                | modifier les données · modifier les données |
| Gourdon                  | 06068      | 06620                   | Grasse         | Valbonne                                                       | CA Sophia Antipolis        | 22,53            | 365 (2022)                        | 16                 | modifier les données · modifier les données |
| Grasse                   | 06069      | 06130 06520             | Grasse         | Grasse-1 Grasse-2                                              | CA du Pays de Grasse       | 44,44            | 48 669 (2022)                     | 1 095              | modifier les données · modifier les données |
| Gréolières               | 06070      | 06620                   | Grasse         | Valbonne                                                       | CA Sophia Antipolis        | 52,87            | 606 (2022)                        | 11                 | modifier les données · modifier les données |
| Guillaumes               | 06071      | 06470                   | Nice           | Vence                                                          | CC Alpes d'Azur            | 87,02            | 586 (2022)                        | 6,7                | modifier les données · modifier les données |
| Ilonse                   | 06072      | 06420                   | Nice           | Tourrette-Levens                                               | Métropole Nice Côte d'Azur | 40,59            | 137 (2022)                        | 3,4                | modifier les données · modifier les données |
| Isola                    | 06073      | 06420                   | Nice           | Tourrette-Levens                                               | Métropole Nice Côte d'Azur | 97,98            | 652 (2022)                        | 6,7                | modifier les données · modifier les données |
| Lantosque                | 06074      | 06450                   | Nice           | Tourrette-Levens                                               | Métropole Nice Côte d'Azur | 44,76            | 1 197 (2022)                      | 27                 | modifier les données · modifier les données |
| Levens                   | 06075      | 06670                   | Nice           | Tourrette-Levens                                               | Métropole Nice Côte d'Azur | 29,85            | 5 366 (2022)                      | 180                | modifier les données · modifier les données |
| Lieuche                  | 06076      | 06260                   | Nice           | Vence                                                          | CC Alpes d'Azur            | 13,40            | 51 (2022)                         | 3,8                | modifier les données · modifier les données |
| Lucéram                  | 06077      | 06440                   | Nice           | Contes                                                         | CC du Pays des Paillons    | 65,52            | 1 249 (2022)                      | 19                 | modifier les données · modifier les données |
| Malaussène               | 06078      | 06710                   | Nice           | Vence                                                          | CC Alpes d'Azur            | 19,48            | 327 (2022)                        | 17                 | modifier les données · modifier les données |
| Mandelieu-la-Napoule     | 06079      | 06210                   | Grasse         | Mandelieu-la-Napoule                                           | CA Cannes Pays de Lérins   | 31,37            | 21 201 (2022)                     | 676                | modifier les données · modifier les données |
| Marie                    | 06080      | 06420                   | Nice           | Tourrette-Levens                                               | Métropole Nice Côte d'Azur | 14,77            | 103 (2022)                        | 7,0                | modifier les données · modifier les données |
| Le Mas                   | 06081      | 06910                   | Grasse         | Grasse-1                                                       | CA du Pays de Grasse       | 32,15            | 98 (2022)                         | 3,0                | modifier les données · modifier les données |
| Massoins                 | 06082      | 06710                   | Nice           | Vence                                                          | CC Alpes d'Azur            | 12,13            | 127 (2022)                        | 10                 | modifier les données · modifier les données |
| Menton                   | 06083      | 06500                   | Nice           | Menton                                                         | CA de la Riviera française | 14,05            | 30 326 (2022)                     | 2 158              | modifier les données · modifier les données |
| Mouans-Sartoux           | 06084      | 06370                   | Grasse         | Grasse-2                                                       | CA du Pays de Grasse       | 13,52            | 10 847 (2022)                     | 802                | modifier les données · modifier les données |
| Mougins                  | 06085      | 06250                   | Grasse         | Le Cannet                                                      | CA Cannes Pays de Lérins   | 25,64            | 19 481 (2022)                     | 760                | modifier les données · modifier les données |
| Moulinet                 | 06086      | 06380                   | Nice           | Contes                                                         | CA de la Riviera française | 41,07            | 253 (2022)                        | 6,2                | modifier les données · modifier les données |
| Les Mujouls              | 06087      | 06910                   | Grasse         | Grasse-1                                                       | CA du Pays de Grasse       | 14,55            | 38 (2022)                         | 2,6                | modifier les données · modifier les données |
| Opio                     | 06089      | 06650                   | Grasse         | Valbonne                                                       | CA Sophia Antipolis        | 9,47             | 2 408 (2022)                      | 254                | modifier les données · modifier les données |
| Pégomas                  | 06090      | 06580                   | Grasse         | Mandelieu-la-Napoule                                           | CA du Pays de Grasse       | 11,28            | 8 143 (2022)                      | 722                | modifier les données · modifier les données |
| Peille                   | 06091      | 06440                   | Nice           | Contes                                                         | CC du Pays des Paillons    | 43,16            | 2 205 (2022)                      | 51                 | modifier les données · modifier les données |
| Peillon                  | 06092      | 06440                   | Nice           | Contes                                                         | CC du Pays des Paillons    | 8,70             | 1 427 (2022)                      | 164                | modifier les données · modifier les données |
| La Penne                 | 06093      | 06260                   | Nice           | Vence                                                          | CC Alpes d'Azur            | 18,08            | 256 (2022)                        | 14                 | modifier les données · modifier les données |
| Péone                    | 06094      | 06470                   | Nice           | Vence                                                          | CC Alpes d'Azur            | 48,59            | 1 079 (2022)                      | 22                 | modifier les données · modifier les données |
| Peymeinade               | 06095      | 06530                   | Grasse         | Grasse-1                                                       | CA du Pays de Grasse       | 9,76             | 8 491 (2022)                      | 870                | modifier les données · modifier les données |
| Pierlas                  | 06096      | 06260                   | Nice           | Vence                                                          | CC Alpes d'Azur            | 31,31            | 99 (2022)                         | 3,2                | modifier les données · modifier les données |
| Pierrefeu                | 06097      | 06910                   | Nice           | Vence                                                          | CC Alpes d'Azur            | 22,27            | 339 (2022)                        | 15                 | modifier les données · modifier les données |
| Puget-Rostang            | 06098      | 06260                   | Nice           | Vence                                                          | CC Alpes d'Azur            | 22,46            | 121 (2022)                        | 5,4                | modifier les données · modifier les données |
| Puget-Théniers           | 06099      | 06260                   | Nice           | Vence                                                          | CC Alpes d'Azur            | 21,45            | 1 803 (2022)                      | 84                 | modifier les données · modifier les données |
| Revest-les-Roches        | 06100      | 06830                   | Nice           | Vence                                                          | CC Alpes d'Azur            | 8,61             | 235 (2022)                        | 27                 | modifier les données · modifier les données |
| Rigaud                   | 06101      | 06260                   | Nice           | Vence                                                          | CC Alpes d'Azur            | 32,54            | 167 (2022)                        | 5,1                | modifier les données · modifier les données |
| Rimplas                  | 06102      | 06420                   | Nice           | Tourrette-Levens                                               | Métropole Nice Côte d'Azur | 24,95            | 154 (2022)                        | 6,2                | modifier les données · modifier les données |
| La Roque-en-Provence     | 06107      | 06910                   | Grasse         | Vence                                                          | CA Sophia Antipolis        | 23,78            | 66 (2022)                         | 2,8                | modifier les données · modifier les données |
| Roquebillière            | 06103      | 06450                   | Nice           | Tourrette-Levens                                               | Métropole Nice Côte d'Azur | 25,92            | 1 816 (2022)                      | 70                 | modifier les données · modifier les données |
| Roquebrune-Cap-Martin    | 06104      | 06190                   | Nice           | Menton                                                         | CA de la Riviera française | 9,33             | 12 419 (2022)                     | 1 331              | modifier les données · modifier les données |
| Roquefort-les-Pins       | 06105      | 06330                   | Grasse         | Villeneuve-Loubet                                              | CA Sophia Antipolis        | 21,53            | 7 284 (2022)                      | 338                | modifier les données · modifier les données |
| Roquestéron              | 06106      | 06910                   | Nice           | Vence                                                          | CC Alpes d'Azur            | 6,47             | 557 (2022)                        | 86                 | modifier les données · modifier les données |
| La Roquette-sur-Siagne   | 06108      | 06550                   | Grasse         | Mandelieu-la-Napoule                                           | CA du Pays de Grasse       | 6,31             | 5 552 (2022)                      | 880                | modifier les données · modifier les données |
| La Roquette-sur-Var      | 06109      | 06670                   | Nice           | Tourrette-Levens                                               | Métropole Nice Côte d'Azur | 3,99             | 933 (2022)                        | 234                | modifier les données · modifier les données |
| Roubion                  | 06110      | 06420                   | Nice           | Tourrette-Levens                                               | Métropole Nice Côte d'Azur | 27,26            | 114 (2022)                        | 4,2                | modifier les données · modifier les données |
| Roure                    | 06111      | 06420                   | Nice           | Tourrette-Levens                                               | Métropole Nice Côte d'Azur | 40,30            | 111 (2022)                        | 2,8                | modifier les données · modifier les données |
| Le Rouret                | 06112      | 06650                   | Grasse         | Valbonne                                                       | CA Sophia Antipolis        | 7,10             | 4 198 (2022)                      | 591                | modifier les données · modifier les données |
| Saint-André-de-la-Roche  | 06114      | 06730                   | Nice           | Nice-7                                                         | Métropole Nice Côte d'Azur | 2,86             | 5 877 (2022)                      | 2 055              | modifier les données · modifier les données |
| Saint-Antonin            | 06115      | 06260                   | Nice           | Vence                                                          | CC Alpes d'Azur            | 6,44             | 84 (2022)                         | 13                 | modifier les données · modifier les données |
| Saint-Auban              | 06116      | 06850                   | Grasse         | Grasse-1                                                       | CA du Pays de Grasse       | 42,54            | 204 (2022)                        | 4,8                | modifier les données · modifier les données |
| Saint-Blaise             | 06117      | 06670                   | Nice           | Tourrette-Levens                                               | Métropole Nice Côte d'Azur | 8,04             | 1 391 (2022)                      | 173                | modifier les données · modifier les données |
| Saint-Cézaire-sur-Siagne | 06118      | 06530                   | Grasse         | Grasse-1                                                       | CA du Pays de Grasse       | 30,02            | 3 971 (2022)                      | 132                | modifier les données · modifier les données |
| Saint-Dalmas-le-Selvage  | 06119      | 06660                   | Nice           | Tourrette-Levens                                               | Métropole Nice Côte d'Azur | 81,03            | 102 (2022)                        | 1,3                | modifier les données · modifier les données |
| Saint-Étienne-de-Tinée   | 06120      | 06660                   | Nice           | Tourrette-Levens                                               | Métropole Nice Côte d'Azur | 173,81           | 1 269 (2022)                      | 7,3                | modifier les données · modifier les données |
| Saint-Jean-Cap-Ferrat    | 06121      | 06230                   | Nice           | Beausoleil                                                     | Métropole Nice Côte d'Azur | 2,48             | 1 476 (2022)                      | 595                | modifier les données · modifier les données |
| Saint-Jeannet            | 06122      | 06640                   | Grasse         | Vence                                                          | Métropole Nice Côte d'Azur | 14,58            | 4 378 (2022)                      | 300                | modifier les données · modifier les données |
| Saint-Laurent-du-Var     | 06123      | 06700                   | Grasse         | Cagnes-sur-Mer-2                                               | Métropole Nice Côte d'Azur | 10,11            | 31 645 (2022)                     | 3 130              | modifier les données · modifier les données |
| Saint-Léger              | 06124      | 06260                   | Nice           | Vence                                                          | CC Alpes d'Azur            | 4,61             | 57 (2022)                         | 12                 | modifier les données · modifier les données |
| Saint-Martin-d'Entraunes | 06125      | 06470                   | Nice           | Vence                                                          | CC Alpes d'Azur            | 40,05            | 146 (2022)                        | 3,6                | modifier les données · modifier les données |
| Saint-Martin-du-Var      | 06126      | 06670                   | Nice           | Tourrette-Levens                                               | Métropole Nice Côte d'Azur | 5,59             | 3 403 (2022)                      | 609                | modifier les données · modifier les données |
| Saint-Martin-Vésubie     | 06127      | 06450                   | Nice           | Tourrette-Levens                                               | Métropole Nice Côte d'Azur | 97,13            | 1 379 (2022)                      | 14                 | modifier les données · modifier les données |
| Saint-Paul-de-Vence      | 06128      | 06570                   | Grasse         | Villeneuve-Loubet                                              | CA Sophia Antipolis        | 7,26             | 3 190 (2022)                      | 439                | modifier les données · modifier les données |
| Saint-Sauveur-sur-Tinée  | 06129      | 06420                   | Nice           | Tourrette-Levens                                               | Métropole Nice Côte d'Azur | 32,28            | 295 (2022)                        | 9,1                | modifier les données · modifier les données |
| Saint-Vallier-de-Thiey   | 06130      | 06460                   | Grasse         | Grasse-1                                                       | CA du Pays de Grasse       | 50,68            | 3 662 (2022)                      | 72                 | modifier les données · modifier les données |
| Sainte-Agnès             | 06113      | 06500                   | Nice           | Menton                                                         | CA de la Riviera française | 9,37             | 1 365 (2022)                      | 146                | modifier les données · modifier les données |
| Sallagriffon             | 06131      | 06910                   | Grasse         | Vence                                                          | CC Alpes d'Azur            | 9,59             | 47 (2022)                         | 4,9                | modifier les données · modifier les données |
| Saorge                   | 06132      | 06540                   | Nice           | Contes                                                         | CA de la Riviera française | 86,78            | 432 (2022)                        | 5,0                | modifier les données · modifier les données |
| Sauze                    | 06133      | 06470                   | Nice           | Vence                                                          | CC Alpes d'Azur            | 27,77            | 69 (2022)                         | 2,5                | modifier les données · modifier les données |
| Séranon                  | 06134      | 06750                   | Grasse         | Grasse-1                                                       | CA du Pays de Grasse       | 23,28            | 537 (2022)                        | 23                 | modifier les données · modifier les données |
| Sigale                   | 06135      | 06910                   | Nice           | Vence                                                          | CC Alpes d'Azur            | 5,62             | 202 (2022)                        | 36                 | modifier les données · modifier les données |
| Sospel                   | 06136      | 06380                   | Nice           | Contes                                                         | CA de la Riviera française | 62,39            | 3 807 (2022)                      | 61                 | modifier les données · modifier les données |
| Spéracèdes               | 06137      | 06530                   | Grasse         | Grasse-1                                                       | CA du Pays de Grasse       | 3,46             | 1 180 (2022)                      | 341                | modifier les données · modifier les données |
| Tende                    | 06163      | 06430                   | Nice           | Contes                                                         | CA de la Riviera française | 177,47           | 1 898 (2022)                      | 11                 | modifier les données · modifier les données |
| Théoule-sur-Mer          | 06138      | 06590                   | Grasse         | Mandelieu-la-Napoule                                           | CA Cannes Pays de Lérins   | 10,49            | 1 418 (2022)                      | 135                | modifier les données · modifier les données |
| Thiéry                   | 06139      | 06710                   | Nice           | Vence                                                          | CC Alpes d'Azur            | 22,24            | 100 (2022)                        | 4,5                | modifier les données · modifier les données |
| Le Tignet                | 06140      | 06530                   | Grasse         | Grasse-1                                                       | CA du Pays de Grasse       | 11,26            | 3 158 (2022)                      | 280                | modifier les données · modifier les données |
| Toudon                   | 06141      | 06830                   | Nice           | Vence                                                          | CC Alpes d'Azur            | 18,56            | 353 (2022)                        | 19                 | modifier les données · modifier les données |
| Touët-de-l'Escarène      | 06142      | 06440                   | Nice           | Contes                                                         | CC du Pays des Paillons    | 4,57             | 303 (2022)                        | 66                 | modifier les données · modifier les données |
| Touët-sur-Var            | 06143      | 06710                   | Nice           | Vence                                                          | CC Alpes d'Azur            | 14,98            | 743 (2022)                        | 50                 | modifier les données · modifier les données |
| La Tour                  | 06144      | 06420                   | Nice           | Vence                                                          | Métropole Nice Côte d'Azur | 36,70            | 540 (2022)                        | 15                 | modifier les données · modifier les données |
| Tourette-du-Château      | 06145      | 06830                   | Nice           | Vence                                                          | CC Alpes d'Azur            | 9,74             | 147 (2022)                        | 15                 | modifier les données · modifier les données |
| Tournefort               | 06146      | 06420                   | Nice           | Vence                                                          | Métropole Nice Côte d'Azur | 10,13            | 147 (2022)                        | 15                 | modifier les données · modifier les données |
| Tourrette-Levens         | 06147      | 06690                   | Nice           | Tourrette-Levens                                               | Métropole Nice Côte d'Azur | 16,50            | 4 633 (2022)                      | 281                | modifier les données · modifier les données |
| Tourrettes-sur-Loup      | 06148      | 06140                   | Grasse         | Valbonne                                                       | CA Sophia Antipolis        | 29,28            | 4 126 (2022)                      | 141                | modifier les données · modifier les données |
| La Trinité               | 06149      | 06340                   | Nice           | Nice-7                                                         | Métropole Nice Côte d'Azur | 14,90            | 10 485 (2022)                     | 704                | modifier les données · modifier les données |
| La Turbie                | 06150      | 06320                   | Nice           | Beausoleil                                                     | CA de la Riviera française | 7,42             | 3 012 (2022)                      | 406                | modifier les données · modifier les données |
| Utelle                   | 06151      | 06450                   | Nice           | Tourrette-Levens                                               | Métropole Nice Côte d'Azur | 67,97            | 824 (2022)                        | 12                 | modifier les données · modifier les données |
| Valbonne                 | 06152      | 06560                   | Grasse         | Valbonne                                                       | CA Sophia Antipolis        | 18,97            | 12 389 (2022)                     | 653                | modifier les données · modifier les données |
| Valdeblore               | 06153      | 06420                   | Nice           | Tourrette-Levens                                               | Métropole Nice Côte d'Azur | 94,16            | 834 (2022)                        | 8,9                | modifier les données · modifier les données |
| Valderoure               | 06154      | 06750                   | Grasse         | Grasse-1                                                       | CA du Pays de Grasse       | 25,34            | 517 (2022)                        | 20                 | modifier les données · modifier les données |
| Vallauris                | 06155      | 06220                   | Grasse         | Antibes-1                                                      | CA Sophia Antipolis        | 13,04            | 28 579 (2022)                     | 2 192              | modifier les données · modifier les données |
| Venanson                 | 06156      | 06450                   | Nice           | Tourrette-Levens                                               | Métropole Nice Côte d'Azur | 17,98            | 197 (2022)                        | 11                 | modifier les données · modifier les données |
| Vence                    | 06157      | 06140                   | Grasse         | Vence                                                          | Métropole Nice Côte d'Azur | 39,23            | 19 856 (2022)                     | 506                | modifier les données · modifier les données |
| Villars-sur-Var          | 06158      | 06710                   | Nice           | Vence                                                          | CC Alpes d'Azur            | 25,27            | 783 (2022)                        | 31                 | modifier les données · modifier les données |
| Villefranche-sur-Mer     | 06159      | 06230                   | Nice           | Beausoleil                                                     | Métropole Nice Côte d'Azur | 4,88             | 5 012 (2022)                      | 1 027              | modifier les données · modifier les données |
| Villeneuve-d'Entraunes   | 06160      | 06470                   | Nice           | Vence                                                          | CC Alpes d'Azur            | 28,20            | 87 (2022)                         | 3,1                | modifier les données · modifier les données |
| Villeneuve-Loubet        | 06161      | 06270                   | Grasse         | Villeneuve-Loubet                                              | CA Sophia Antipolis        | 19,60            | 16 729 (2022)                     | 854                | modifier les données · modifier les données |
| Alpes-Maritimes          | 06         |                         |                |                                                                |                            | 4 299,00         | 1 114 579 (2022)                  | 259                | modifier les données                        |

## Intercommunalités

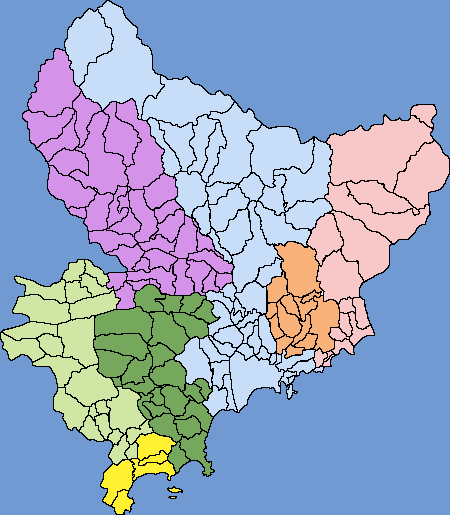
Carte de l'intercommunalité dans les Alpes-Maritimes depuis le 1 janvier 2014
CA des Pays de Lérins
CA du Pays de Grasse
CA de Sophia Antipolis
CC des Alpes d'Azur
Métropole Nice Côte d'Azur
CC du Pays des Paillons
CA de la Riviera française

Les Alpes-Maritimes possèdent les intercommunalités suivantes :
- Communauté d'agglomération Sophia Antipolis
- Communauté d'agglomération de la Riviera française
- Communauté de communes du Pays des Paillons
- Communauté de communes Alpes d'Azur
- Communauté d'agglomération du Pays de Grasse
- Métropole Nice Côte d'Azur
- Communauté d'agglomération Cannes Pays de Lérins

## Urbanisme
Suivant la classification de l'Insee, la typologie des communes des Alpes-Maritimes se répartit ainsi :
| Type                       | Communes | Communes (%) | Superficie (km2) | Superficie (%) | Population (1999) | Population (%) | Densité (hab./km2) |
| -------------------------- | -------- | ------------ | ---------------- | -------------- | ----------------- | -------------- | ------------------ |
| Communes monopolarisées    | +063,    | +038,7       | +001 344,        | +031,2         | +034 075,         | +003,4         | +025,36            |
| Pôles urbains              | +059,    | +036,2       | +000800,         | +018,6         | +955 194,         | +094,4         | +1 193,37          |
| Espaces à dominante rurale | +038,    | +023,3       | +002 064,        | +048,          | +019 000,         | +001,9         | +009,2             |
| Communes multipolarisées   | +003,    | +001,8       | +0 00096,        | +002,2         | +003 057,         | +000,3         | +031,86            |
| Total                      | +163,    | +100,        | +004 304,        | +100,          | +1 011 326,       | +100,          | +234,96            |

Les communes urbaines du département forment deux aires urbaines :
| Aire urbaine                | Communes | Pôles urbains | Superficie (km2) | Superficie (%) | Population (1999) | Population (%) | Densité (hab./km2) |
| --------------------------- | -------- | ------------- | ---------------- | -------------- | ----------------- | -------------- | ------------------ |
| Nice                        | +112,    | +50,          | +002 057,        | +047,8         | +922 577,         | +091,2         | +448,46            |
| Communes à dominante rurale | +038,    | +0,           | +002 064,        | +048,          | +019 000,         | +001,9         | +009,2             |
| Menton-Monaco               | +010,    | +9,           | +0 00087,        | +002,          | +066 692,         | +006,6         | +767,63            |
| Communes multipolarisées    | +003,    | +0,           | +0 00096,        | +002,2         | +003 057,         | +000,3         | +031,86            |
| Total                       | +163,    | +59,          | +004 304,        | +100,          | +1 011 326,       | +100,          | +234,96            |

Note : les données présentées ici ne concernent que les communes appartenant aux Alpes-Maritimes. Il est possible qu'une aire urbaine s'étende sur plusieurs départements (c'est le cas de celle de Nice).
Les trois communes urbaines multipôlarisées n'appartiennent pas spécifiquement à une seule aire urbaine.
Les aires urbaines des Alpes-Maritimes se rattachent à un seul espace urbain, celui de Nice-Côte d’Azur :
| Espace urbain                                     | Communes | Superficie (km2) | Superficie (%) | Population (1999) | Population (%) | Densité (hab./km2) |
| ------------------------------------------------- | -------- | ---------------- | -------------- | ----------------- | -------------- | ------------------ |
| Nice-Côte-d’Azur                                  | +125,    | +002 240,        | +052,          | +992 326,         | +098,1         | +442,99            |
| Commune appartenant à l'espace à dominante rurale | +038,    | +002 064,        | +048,          | +019 000,         | +001,9         | +009,2             |
| Total                                             | +163,    | +004 304,        | +100,          | +1 011 326,       | +100,          | +234,96            |